# Ziziphus glabrata
Ziziphus glabrata är en brakvedsväxtart som beskrevs av Heyne och Albrecht Wilhelm Roth. Ziziphus glabrata ingår i släktet Ziziphus och familjen brakvedsväxter. Inga underarter finns listade i Catalogue of Life.